# Stazione di Osogna-Cresciano
La stazione di Osogna-Cresciano era una stazione ferroviaria posta sulla linea del Gottardo, in Svizzera. Serviva i centri abitati di Osogna e di Cresciano, frazioni del comune di Riviera fino alla sua chiusura.

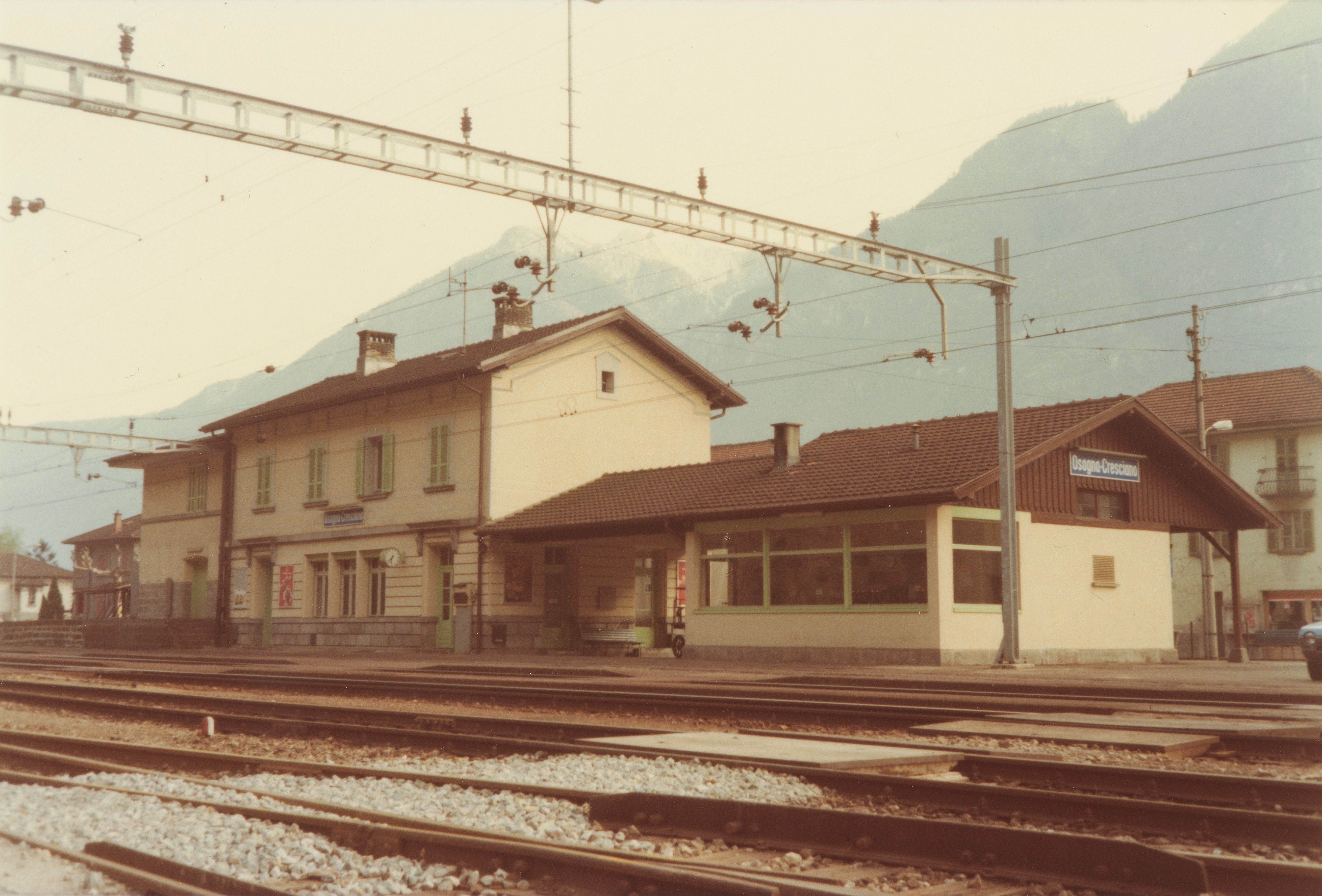
Nel 1982